# Li Bingjie
Det här är en artikel om en person med kinesiskt personnamn; Li är familjenamnet.
Li Bingjie (kinesiska: 李冰洁), född 3 mars 2002, är en kinesisk simmare. Hon innehar världsrekordet på 400 meter frisim i kortbana.

## Karriär
I februari 2024 vid VM i Doha tog Li silver på både 400 och 1 500 meter frisim. Hon var även en del av Kinas kapplag som tog guld på 4×200 meter frisim och 4×100 meter mixed frisim.